# Eupithecia kananaskata
Eupithecia kananaskata är en fjärilsart som beskrevs av Mackay 1951. Eupithecia kananaskata ingår i släktet Eupithecia och familjen mätare. Inga underarter finns listade i Catalogue of Life.